# 矢嶋進
矢嶋 進（やじま すすむ、1951年（昭和26年）5月11日 - ）は、日本の実業家。篠田和久の体調不良による退任に伴う人事で、進藤清貴とともにグループ共同CEOを務め、異例のツートップ体制を敷いた。王子HD前身である新王子製紙が1996年に本州製紙と合併して以来、本州製紙出身者として初の社長となる。

## 経歴
- 1951年 - 東京都生まれ
- 1975年 - 慶應義塾大学経済学部経済学科卒業
  - 同年 - 本州製紙（現・王子製紙）入社
- 1984年 - パプアニューギニア木質チップ工場赴任[3]
- 2007年 - 執行役員経営企画本部長
- 2012年 - 代表取締役副社長
- 2015年 - 代表取締役社長、グループCEO[4]
- 2018年 - 日本製紙連合会会長[5][6]
- 2019年 - 代表取締役会長
- 2022年 - 取締役